# Fire Hills
Fire Hills ist ein Jazzalbum des Olie Brice Trio/Octet. Die Triosession wurde am 15. Juli 2021 in den Fishmarket Studios, die Oktettsession am 19. November 2021 im Lightship 95 Studio in London eingespielt. Die Aufnahmen erschienen am 13. September 2022 auf seinem Label West Hill Records.

## Hintergrund
Die Zeit während des Lockdowns infolge der COVID-19-Pandemie nutzte der britische Kontrabassist Olie Brice zur Erforschung, Entwicklung und Verfeinerung seines Kompositionsansatzes. Er studierte die Partituren von Julius Hemphill (bei denen mehrere Bläser eingesetzt wurden), Eric Dolphys synthetische Tonleiterkonstruktionen (mit Hilfe von Yusef Lateefs Buch Repository of Scales and Melodic Patterns); des Weiteren ging er Verbindungen zwischen dem polyphonen Satz von Guillaume Du Fay, des Komponisten und Theoretikers der Frührenaissance, und dem Werk des Avantgarde-Komponisten Luigi Nono aus dem 20. Jahrhundert nach. Zudem flossen einige Ratschläge von Ingrid Laubrock (basierend auf den Kompositionstechniken Henry Threadgills) ein. Die Werke auf dem Album Fire Hills sind ein Ergebnis dieser Studien; Brice komponierte in dieser Zeit weiterhin Musik für ein improvisierendes Streichquartett, die bis dato noch unveröffentlicht ist.
In einem Interview mit Sebastian Scotney (London Jazz News) meinte Brice zur Musik von Fire Hills: „In meinen Augen gibt es definitiv einen Zusammenhang zwischen der Freiheit und Hierarchielosigkeit in der Musik, die ich spiele, und meiner [Ansicht zur] Politik, obwohl ich nicht sicher bin, wie direkt man bestimmte Hoffnungen und Ängste heraushören kann.“
Auf den beiden Teilen des Doppel-CD-Albums Fire Hills spielte Brice die neuen Kompositionen zum einen im Trioformat mit Tom Challenger (Tenorsaxophon) und Will Glaser (Schlagzeug) auf Disc 1, zum anderen im Oktett mit den beiden Trompetern Kim Macari und Alex Bonney, den Saxophonisten Jason Yarde, Rachel Musson, George Crowley, Cath Roberts und dem Schlagzeuger Johnny Hunter (Disc 2). Die Komposition „Fire Hills“ entstand als Komposition im Auftrag der Stiftung Jazz South aus Mitteln der National Lottery. Alle anderen Kompositionen erhielten eine finanzielle Unterstützung des Arts Council England.
Das Titelstück ist die erste Komposition aus der neuen Phase in Brices Schaffen; sie erscheint auf dem Album in zwei Versionen von beiden Ensembles und war ursprünglich für ein Trio aus Kontrabass, Altsaxophon und Trompete komponiert. Es bildet das Eröffnungsstück von Disc 1, in dem das 2020 gegründeten Trio vorgestellt wird, und das letzte von Disc 2 mit dem Oktett.

## Titelliste
- Olie Brice Trio/Octet: Fire Hills

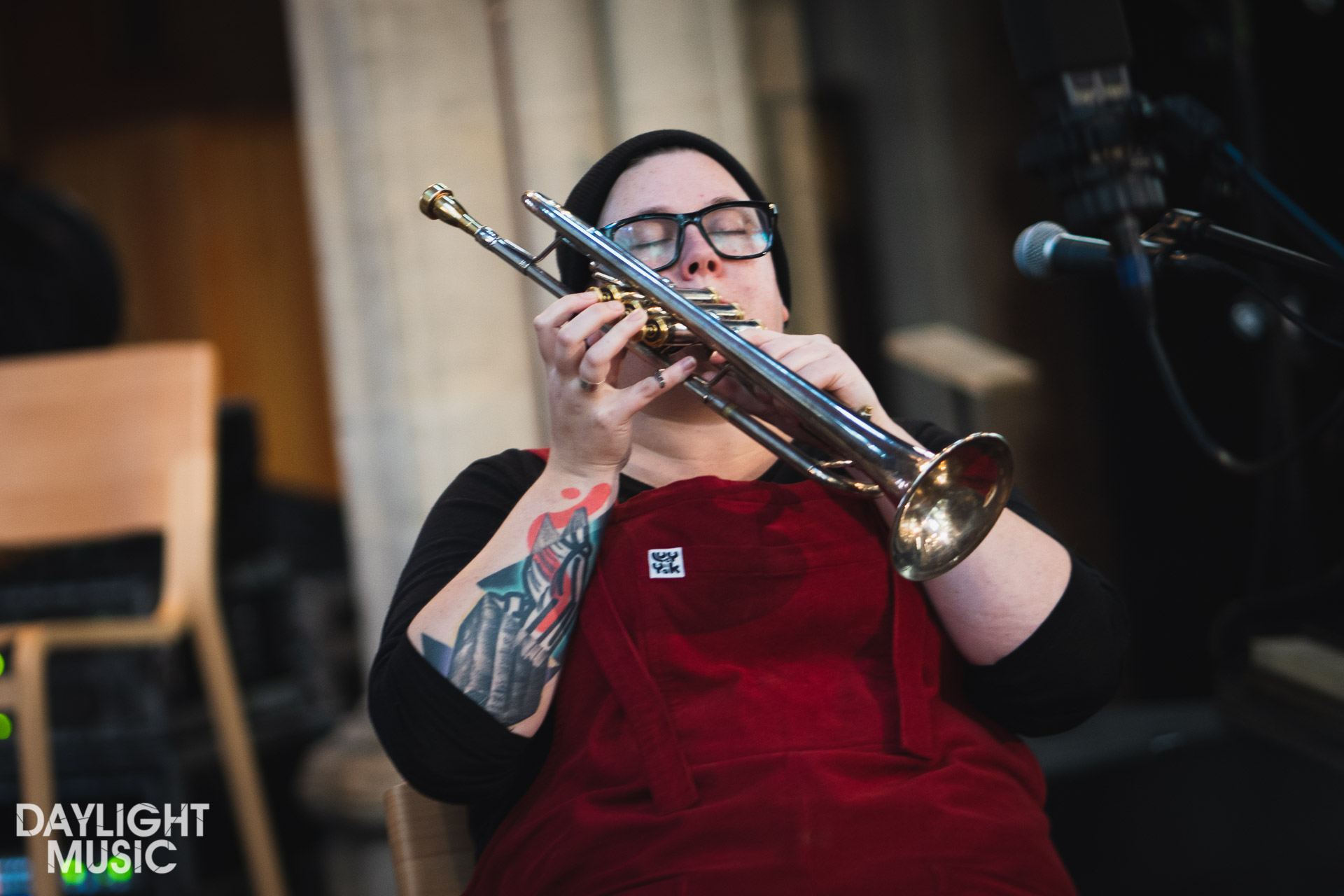
Die Trompeterin Kim Macari (2021)

1. Olie Brice Trio – Looking for the Possible Dance 5:47
2. Olie Brice Trio – Something Seen (for Andrew Hill) 8:27
3. Olie Brice Trio – Extended Breath (for Eric Dolphy) 7:19
4. Olie Brice Trio – Blues for Johnny Dyani 6:03
5. Olie Brice Octet – Rotating Mirrors (for Julius Hemphill) 20:16
6. Olie Brice Octet – Tidal License 11:49
7. Olie Brice Octet – Fire Hills 16:25

Die Kompositionen stammen von Olie Brice.

## Rezeption
Nach Ansicht von Peter Margasak (Complete Communion/The Quietus) ist Brice ein vielseitiger Musiker, der sich mit freier Improvisation auskenne, aber wie dieses Projekt zeige, würde sein wahrer Sweet Spot näher am experimentierfreudigen Post Bop liegen, sowohl als Improvisator als auch als Komponist, denn keine seiner früheren Aufnahmen vermittelte seine Bandbreite so gut wie diese hervorragende Doppel-CD. Einige der Stücke seien Persönlichkeiten gewidmet, die Brices weitreichende Konzeption beeinflusst zu haben scheinen – darunter der Pianist Andrew Hill und sein Bass-Kollege Johnny Dyani –, aber das Trio fokussiere sich nicht in eine einzige Richtung, sondern baue auf den attraktiven, aber skelettartigen Themen des Bandleaders auf mit ausgedehnten Improvisationen, die eine tiefe Verbundenheit offenbaren. Auf der zweiten CD agiere ein hochoktaniges Oktett mit zwei Trompeten und vier Saxophonen, die von einigen der vielfältigsten Figuren Londons angetrieben werden und geschickt durch Arrangements navigieren, die zwischen dicht und luftig wechseln.

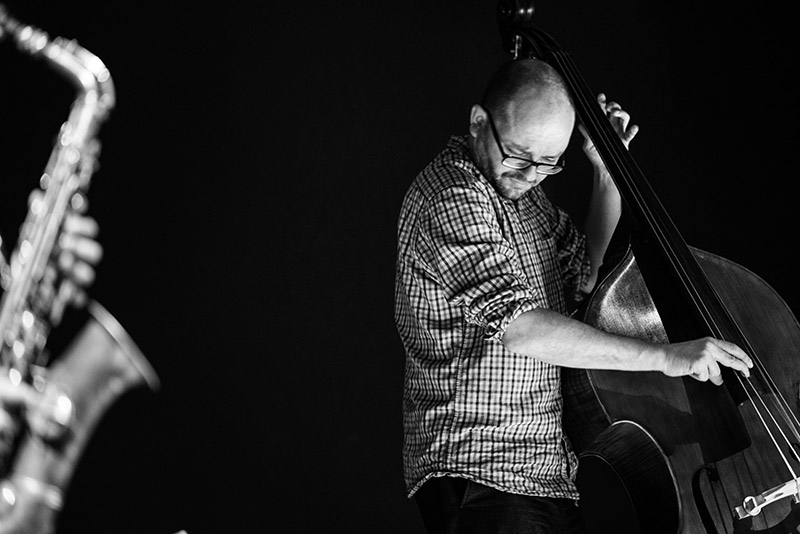
Olie Brice in Aarhus, Dänemark (2018)

„Olie Brices Bass führt und verankert die Musik des Trios im Modern- und Free-Jazz-Erbe“, schrieb Eyal Hareuveni in Salt Peanuts, „mit zurückhaltender Autorität und einer gleichermaßen starken wie spielerischen rhythmischen Sensibilität“, zu hören etwa in „Extended Breath (for Eric Dolphy)“. Er balanciere klug zwischen den komponierten Parts und den feurigen und oft abstrakten, improvisierten Passagen; ebenso gelinge die Balance zwischen einem neugierigen und intellektuellen Kompositionsansatz („Something Seen (for Andrew Hill)“) mit offen emotionalem Spiel („Looking for the Possible Dance“) und dem berührenden und melancholischen („Blues for Johnny Dyani“). Die fünf Stücke des Trios würden die tiefe Verbundenheit unterstreichen, die dieses Trio in so kurzer Zeit aufgebaut habe, den organischen Fluss und den rhythmischen Antrieb der Musik.
Das Oktett-Album stelle noch mehr Brices Begabung als Komponist und Arrangeur heraus, der es verstehe, die unverwechselbaren Stimmen des Ensembles mit seinen sechs Bläsern als Mini-Bigband durch erweiterte, nuancierte Texturen und individuelle Soli einzusetzen, schrieb Hareuveni weiter. „Rotating Mirrors (for Julius Hemphill)“ abstrahiere brillant Hemphills komplexe und dramatische Voicings und überlagernde Polyrhythmen. Das folgende „Tidal License“ experimentiere mit Formen der kollektiven Improvisation, bis das ganze Ensemble seine volle Kraft ausschöpfe. Im Titelstück würden die Bläser eine Reihe verschiedener, kontemplativer Lesarten des kompositorischen Themas durchspielen, bevor das gesamte Ensemble das Thema gemeinsam vortrage.
Nach Ansicht von John Eyles, der das Album in All About Jazz rezensierte, würden Brices Stücke für seine beiden Gruppen nie überkomponiert klingen, sondern erlaubten den Gruppenmitgliedern, die Initiative zu ergreifen und zu improvisieren. Während einige der Kompositionen ein einleitendes Head Arrangement hätten – „Looking for the possible dance“ und „Extended Breath (for Eric Dolphy)“ kämen einem in den Sinn, da jedes ein kurzes Riff hat, das mehrmals wiederholt werde, bevor es sich in ein Solo verwandelte – diese hier nie wie Zwangsjacken fühlen; Kurz gesagt, Brice vertraue seinen auserwählten Bandkollegen und sie liefern die Ware. Während die beiden Gruppen unweigerlich unterschiedlich klingen, wobei die Hörner im Oktett eine gute Wirkung erzielten, während Challenger im Trio exponierter klinge. Letztendlich asei dies eines der besten Alben, die Brice bisher eingespielt habe.